# فیلیپ دو کورسیون
فیلیپ دو کورسیون (به فرانسوی: Philippe de Courcillon, marquis de Dangeau) نویسنده قرن هفدهم میلادی اهل فرانسه است.